# Czesław Freudenreich

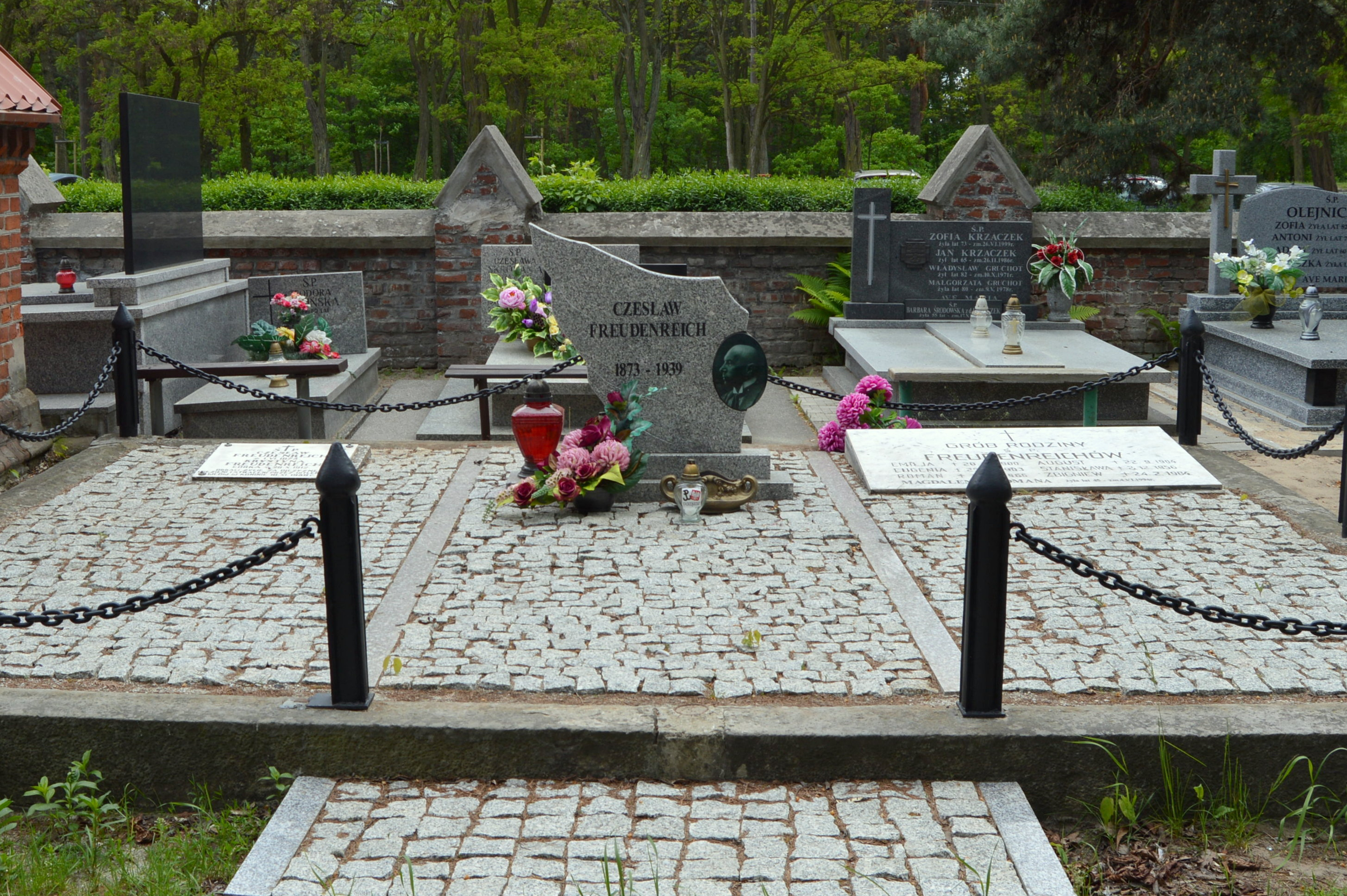
Symboliczny grób Czesława Freudenreicha na kolskim cmentarzu

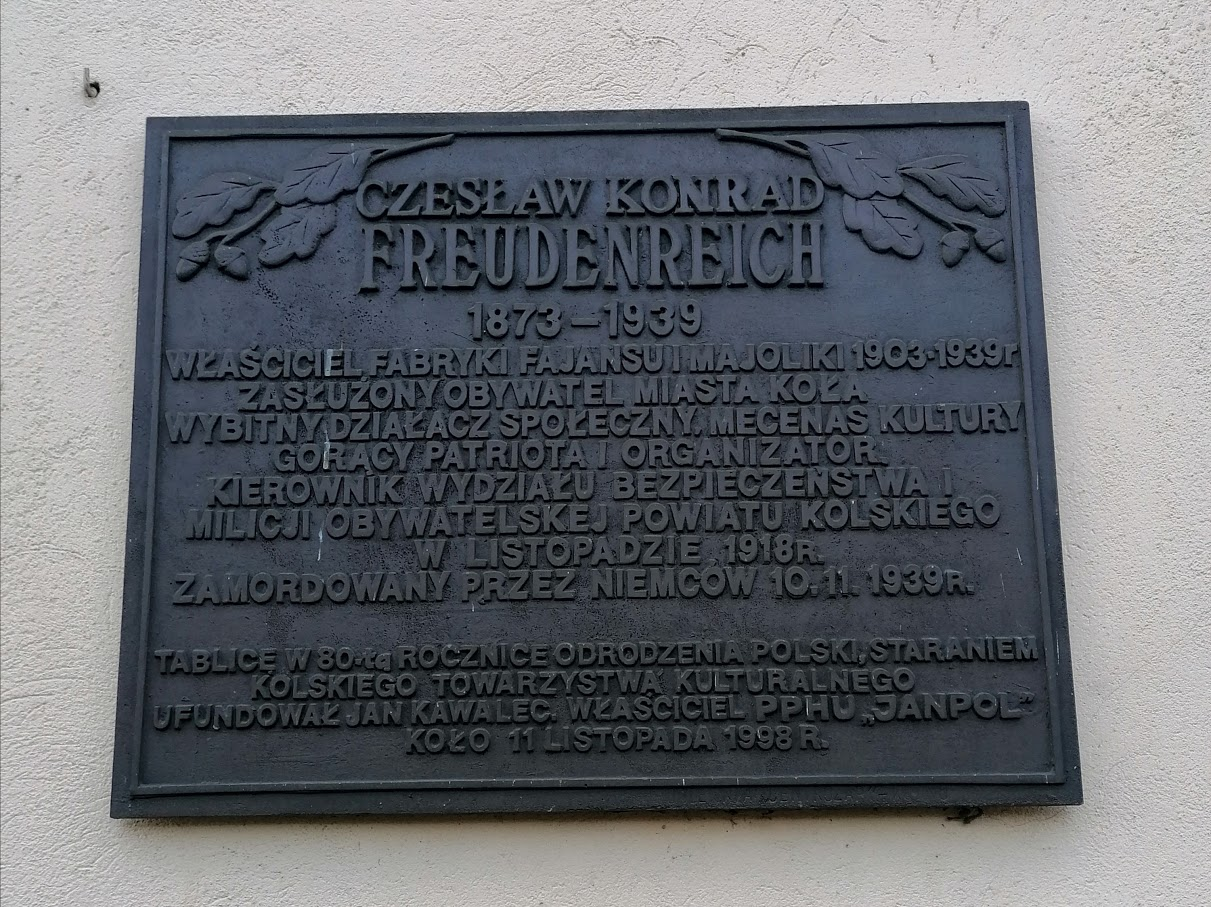
Tablica poświęcona Czesławowi Freudenreichowi, umieszczona na budynku dawnej fabryki fajansu w Kole

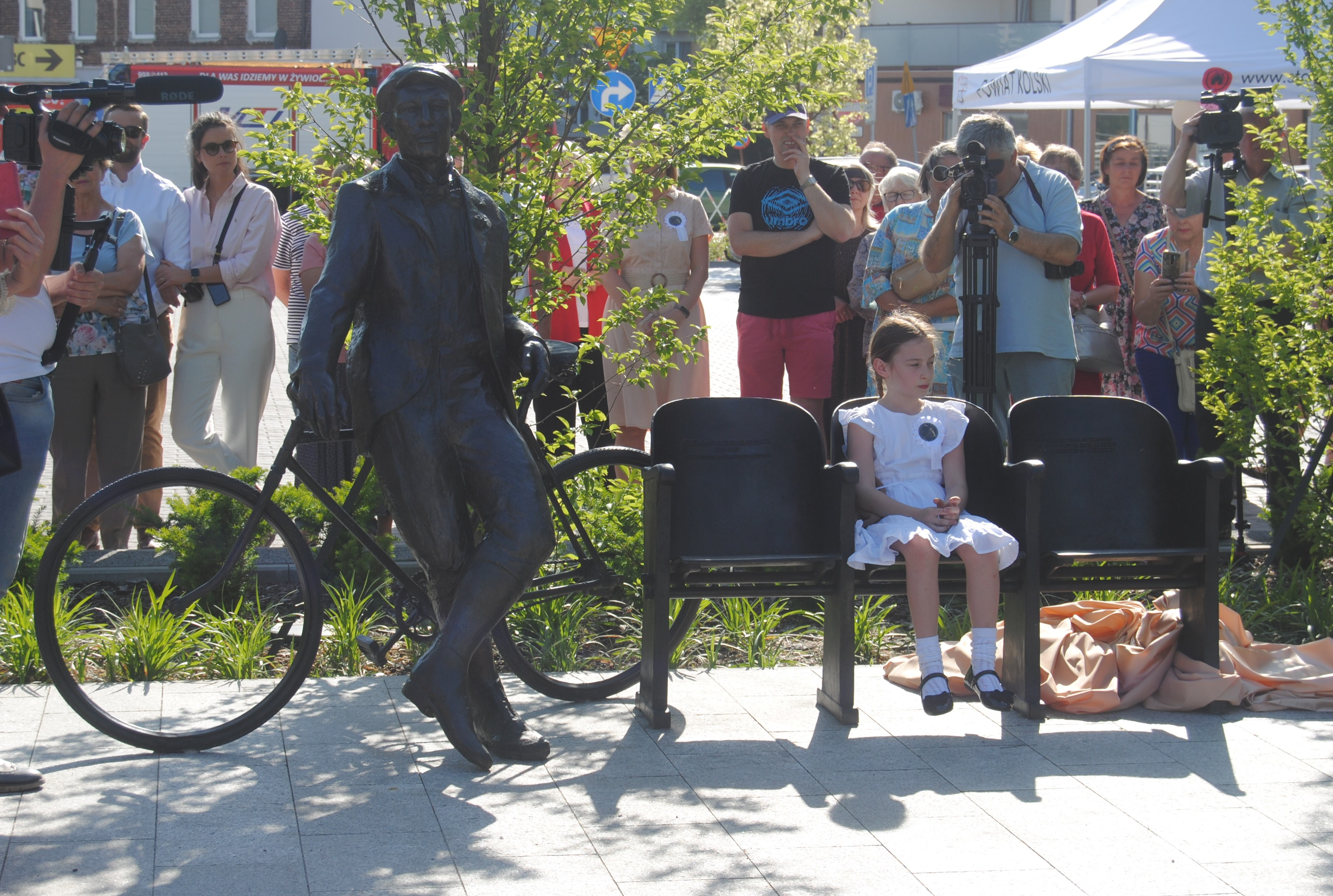
Ławeczka Czesława Freudenreicha w Kole w dniu jej odsłonięcia

Czesław Konrad Freudenreich (ur. 1 czerwca 1873 w Kole, zm. 10 listopada 1939 w Koninie) – ostatni przedwojenny właściciel fabryki fajansu w Kole. Jego rodzina to katolicki ród pochodzący z Austrii, który osiedlił się w Kole na początku XIX wieku.

## Życiorys
Urodził się 1 czerwca 1873 roku w Kole z ojca Augusta i matki Emilii z Szafrańskich. Pobierał nauki w Kaliszu, studiował w Szkole Technicznej w Warszawie. Odbył praktykę w fabryce w Zgierzu. Powrócił do Koła w 1900 na stałe, by pracować u ojca. W 1905 poślubił Lucynę Rokossowską.
W 1902 roku był współzałożycielem i pierwszym prezesem Towarzystwa Muzyczno-Dramatycznego „Lutnia”. Udzielał się też jako aktor i reżyser. Działał w kolskim Towarzystwie Wspomagania Ubogich, Towarzystwie Wzajemnego Kredytu i Kolskiej Macierzy Szkolnej.
Po wybuchu I wojny światowej wyjechał z rodziną do Warszawy, a następnie do Kijowa. W 1915 roku powrócił jednak do Koła. Podczas I wojny światowej jego podpisem zostały opatrzone pieniądze zastępcze wyemitowane przez Magistrat Miasta Koła. W nocy z 10 na 11 listopada 1918 roku stanął na czele Wydziału Bezpieczeństwa i Milicji Obywatelskiej Powiatu Kolskiego. Dowodzona przez niego Milicja doprowadziła w końcu do opuszczenia miasta przez żołnierzy niemieckich, którzy 12 listopada pod presją mieszkańców opuścili swoje koszary i udali się na stację wąskotorową, gdzie złożyli broń.
W dwudziestoleciu międzywojennym pracował na rzecz społeczności kolskiej, brał udział w praktycznie każdej zorganizowanej wtedy akcji charytatywnej, sportowej, kulturalnej czy oświatowej. Między innymi, co roku organizował wyścigi kolarskie dookoła granic ówczesnego powiatu kolskiego. Konsekwentnie odmawiał jednak dołączenia do jakiejkolwiek partii politycznej, mimo że był do tego wielokrotnie namawiany.
W 1926 roku został właścicielem kolskiej Fabryki Fajansu i Majoliki. Podczas lat kryzysu ekonomicznego dbał o przedsiębiorstwo, utrzymał do 1939 roku zatrudnienie na poziomie 200 pracowników. W latach 30. kolski fajans zdobył rynek krajowy i zagraniczny, a wyrabiane przez jego fabrykę wyroby zyskały wiele nagród i wyróżnień. Sam utworzył również archiwum, w którym przechowywano wyroby pochodzące z jego zakładu (dając początek kolskiemu muzeum), sfinansował również zabezpieczenie ruin kolskiego zamku. W 1937 roku został wiceprezesem Oddziału Miejskiego Obozu Zjednoczenia Narodowego, wcześniej prezesował też kolskiej Lidze Obrony Powietrznej i Przeciwgazowej, angażował się także w działalność Towarzystwa Gimnastycznego „Sokół” oraz przewodził Związkowi Obrony Kresów Zachodnich. Przez kilka kadencji był radnym miejskim.
Fabrykę zamknięto po wkroczeniu wojsk niemieckich do miasta, 18 września 1939 roku. Sztab Wehrmachtu zajął willę Freudenreichów. W nocy z 13 na 14 października został aresztowany wraz z córką Krystyną i osadzeni w konińskim więzieniu. 10 listopada 1939 roku zostali rozstrzelani w grupie ok. 56 więźniów na cmentarzu żydowskim w Koninie.
Odznaczony Złotym Krzyżem Zasługi (1938), tytułem „członka dożywotniego” Ligi Obrony Powietrznej Państwa i Odznaką Honorową III stopnia Ligi Obrony Powietrznej i Przeciwgazowej.

## Upamiętnienie
Jest patronem ulicy na terenie osiedla Przedmieście Warszawskie. W 2016 roku jego imieniem nazwano również główną aleję przebiegającą przez Park 600-lecia w Kole.
Na budynku dawnej fabryki fajansu umieszczona jest poświęcona jemu tablica. Mieczysław Starzyński i Józef Stanisław Mujta wydali w 1984 o nim książkę.
Grób Czesława Freudenreicha znajduje się na kolskim cmentarzu rzymskokatolickim. Położony jest naprzeciwko kaplicy Przemienienia Pańskiego, przy parkanie okalającym nekropolię. Razem z Freudenreichem spoczywa jego córka Krystyna. 10 listopada 2015 uroczyście odsłonięto odrestaurowany nagrobek.
26 marca 2018 w ramach audycji „Ludzie Niepodległości” w programie pierwszym Polskiego Radia przedstawiona została jego postać.
W czerwcu 2021 roku w kolskim ratuszu umieszczono jego rzeźbę.
Od 2019 Stowarzyszenie Budowy Pomnika-Ławeczki Czesława Freudenreicha działające we współpracy z Miejskim Domem Kultury prowadziło działania zmierzające do powstania w Kole pomnika–ławki upamiętniającej Czesława Freudenreicha. Ławeczka Czesława Freudenreicha w Kole została odsłonięta 1 czerwca 2023 roku na Skwerze Niepodległości przed budynkiem Starostwa Powiatowego. Czesław Freudenreich jest także patronem Kolskiego Teatru Otwartego im. Czesława Freudenreicha.